# 좋은 사랑의 이야기

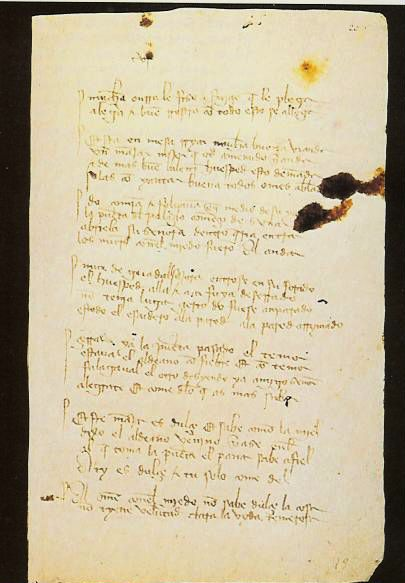

좋은 사랑의 이야기(Libro de Buen Amor)는 후안 루이스가 쓴, 도덕서인 동시에 사랑에 대한 풍자문학이다. 작가는 스페인 지역인 이타(Hita)의 수석 사제로서 이 뜻을 담은 명칭인 ‘이타 데 아르치프레스테’로 알려져 있다. 그는 이 책에서 수석 사제의 신분으로 죄의 개념을 거부하며 인간적 사랑에 대한 찬미와 여성의 육체에 대한 찬미를 하느님의 이론으로 증명한다. 당시 존재하던 모든 문학 장르를 넘나들며 논쟁과 우화, 찬가와 비가, 예화 등을 통해 인간 희극을 만들어 낸다. 총 1728연의 방대한 작품이다.

## 내용
《좋은 사랑의 이야기》는 고대 라틴 문학과 그리스 문학에서 보이던 기법들을 사용하며 종교서, 에로 문학, 도덕서, 풍자 문학의 성격을 두루 가진다. 14세기 유렵은 페스트, 전쟁, 흉년 등으로 기존 사회 체제와 이념이 무너져 내리는 혼란 속에 있었다. 작가는 가치 전도된 개념들을 문학으로 여실히 드러내 보이고 있다. 스페인 중세 문학 중‘사제 문학(Clerecía)’을 대표하면서 ‘떠돌이가수 문학(Juglaría)’의 분위기도 함께 갖는다. 사제 신분이었던 작가는 독자들에게 ‘미친 사랑(인간적 사랑)’의 위험과 ‘신에 대한 사랑(좋은 사랑)’이 주는 이점을 알려 준다. 더 나아가 죄를 짓기를 원한다면, 즉 미친 사랑을 해 보기를 원한다면 여기서 몇 가지 방법을 찾을 수 있을 것이라고 말한다. 진지한 분위기의 종교적인 내용과 유쾌한 분위기의 이교도적인 내용을 섞어, 호방한 표현으로 중세 작품에서는 보기 어려운 유머를 선사한다는 것이 특징이다. 비평가 후안 루이스 알보르그(Juan Luis Alborg)는 이 작품을 작가가 중세 도덕서 형식을 빌려 자신의 세계관과 세상사의 모호한 다양성을 보여 주고자 했던 것으로 해석한다. 신선하게 사용된 반어법과 풍자 기법은 독자의 의견을 존중하며 시대를 앞서간 열린 작품이라는 평가를 뒷받침하고 있다.

## 목차
- 이것은 아르치프레스테가 이 책을 시작할 때 하느님께 드린 기도문이다
- 여기 수석 사제가 이 책을 쓸 수 있도록 은혜를 내려 주십사 어떻게 하느님께 기도하는지에 대해 말하다
- 성모 마리아의 기쁨들(하나)
- 성모 마리아의 기쁨들(둘)
- 여기에 인간이라면 모두 근심 속에서도 어떻게 즐거워해야 하는지와 그리스인과 로마인 사이에 있었던 논쟁에 대하여 말하다
- 여기에 어떻게 짐승이나 인간이 본성적으로 이성을 원하는지에 대해 말하다
- 수석 사제가 어떻게 사랑에 빠졌는지에 대하여(첫 번째 여인)
- 사자가 병이 나자 다른 짐승들이 어떻게 그를 보러 왔는지에 대한 우화
- 땅이 노했을 때의 우화(여인이 남성들의 허황한 약속을 탓하며 땅의 출산에 대한 우화를 이야기하다)
- 어떻게 해서 세상의 것들은 하느님에 대한 사랑만 제하고 모두 허망한가에 대하여
- 수석 사제의 심부름꾼 페란드 가르시아와 수석 사제에게 일어난 일에 대하여(두 번째 여인, 크루스 크루사다)
- 여기에 인간이 태어난 별자리와 위성의 영향에 대해 말하고 다섯 명의 점성학 현자들이 알카라스왕의 아들 탄생에 관해 판단한 바를 말하다
- 어떻게 수석 사제가 사랑에 빠졌는지와 도둑과 개의 예화에 대하여(세 번째 여인, 덕스럽고 칩거 생활 하는 여인)
- 어떻게 사랑이 수석 사제를 방문했는지, 그리고 둘 사이에 있었던 논쟁에 대하여
- 세 명의 여자와 결혼하고자 했던 젊은이의 예화
- 주피터에게 왕을 청했던 개구리들에 관한 우화
- 여기에 욕심의 죄악에 대해 말하다
- 입에 고기 한 조각을 물고 있던 개의 우화
- 여기에 오만함의 죄에 대해 말하다
- 말과 당나귀의 우화
- 여기에 탐욕의 죄에 대해 말하다
- 늑대와 염소와 학의 우화
- 여기에 음행의 죄에 대해 말하다
- 독수리와 사냥꾼의 우화
- 여기에 시기심의 죄에 대해 말하다
- 공작새와 까마귀의 우화
- 여기에 식탐의 죄에 대해 말하다
- 사자와 말의 우화
- 여기에 허영심의 죄에 대해 말하다
- 분노로 자신을 죽인 사자의 우화
- 여기에 태만의 죄를 말하다
- 여기에 늑대와 여우가 부히아의 판사인 돈 히미오 앞에서 한 소송에 대해 말하다
- 여기에 수석 사제와 돈 아모르와의 언쟁에 대해 말하다
- 여기서 수석 사제와 사랑 사이에 있었던 언쟁에 대해서 말하다
- 개구리를 믿은 두더지에 관한 우화
- 여기에 사랑이 수석 사제에게 준 답에 대해 말하다
- 뚜쟁이 매파의 필요성과 매파가 갖추어야 할 조건들
- 아름다운 여인이 가져야 할 조건에 대해 계속 말하다
- 한 여인과 결혼하기를 원했던 게으른 두 남자의 예화
- 브리튼의 화가 피타스 파야스에게 일어난 일의 예화
- 돈이 갖는 속성에 대하여
- 자기가 원하는 여인 앞에 자기의 재능을 보여라
- 사랑이 수석 사제에게 좋은 습관을 지녀야 하고, 특히 술을 많이 마셔서는 안 됨을 어떻게 가르치는지에 대하여
- 사랑이 수석 사제를 어떻게 떠났고, 도냐 비너스가 어떻게 그에게 조언했는지에 대하여
- 여기에 어떻게 수석 사제가 도냐 엔드리나와 말을 하게 되었는지를 말하다(네 번째 여인, 도냐 엔드리나)
- 기러기와 제비의 예화
- 도냐 엔드리나의 말이 계속되다
- 매파와 돈 멜론과의 두 번째 만남
- 어떻게 도냐 엔드리나가 노파의 집에 갔고 수석 사제가 원하던 바를 얻었는지에 대하여
- 여성들에게 주는 수석 사제의 조언과 뚜쟁이의 명칭에 대하여
- 수석 사제를 방문한 노파와 수석 사제에게 일어난 일에 대하여(여섯 번째 여인)
- 어떻게 수석 사제가 산으로 갔는지, 그리고 산지의 여인과의 사이에서 어떤 일이 벌어졌는지에 대하여(일곱 번째 여인, 말랑고스토의 목녀)
- 목녀의 서정 단시(하나)
- 수석 사제와 산에서 가축을 치는 여자 간에 일어난 일에 대하여(여덟 번째 여인, 리오프리오의 목녀)
- 목녀의 서정 단시(둘)
- 목녀와 수석 사제에게 일어난 일에 대하여(아홉 번째 여인, 코르네호의 멍청한 목녀 멩가 요리엔테)
- 목녀의 서정 단시(셋)
- 목녀와 수석 사제에게 일어난 일과 그녀의 외모에 대하여(열 번째 여인)
- 목녀의 서정 단시(넷)
- 수석 사제가 엘 바도의 성모 마리아 신전에 바친 글에 대하여
- 우리 주 예수 그리스도의 수난에 대하여(하나)
- 우리 주 예수 그리스도의 수난에 대하여(둘)
- 육체 씨와 사순절 양의 싸움
- 수사가 육체 씨에게 준 고해성사에 대하여와 죄인은 어떻게 고해해야 하는지와 누가 용서할 수 있는지에 대하여
- 죄의 수요일부터 사순절 동안 행해진 일에 대하여
- 어떻게 사랑 씨와 육체 씨가 왔고 어떻게 사람들이 그들을 맞이하러 나갔는지에 대하여
- 어떻게 성직자와 세속인과 수사들과 수녀들과 미망인들과 후글라르들이 사랑 씨를 영접하러 나갔는지에 대하여
- 수석 사제가 자기에게 뭔가 맛을 보게 해 달라고 어떻게 노파를 불렀는가에 대하여(열한 번째 여인, 전혀 신경을 쓰지 않았던 부유한 미망인)
- 수석 사제가 기도하고 있는 여인의 모습을 보고 어떻게 사랑에 빠졌는지에 대하여(열두 번째 여인, 성 마가 날에 교회에서 기도하던 여인)
- 매파가 수석 사제에게 수녀를 사랑하도록 어떻게 조언하는지와 그녀와 그에게 일어난 일에 대하여(열세 번째 여인, 수녀 도냐 가로사)
- 과수원지기와 뱀의 예화
- 그레이하운드와 주인 간의 예화
- 몬페란도의 쥐와 과달파하라 쥐의 예화
- 쓰레기통에서 사파이어를 발견한 닭의 예화
- 당나귀와 개의 예화
- 마을에서 닭을 잡아먹은 여우에 관한 예화
- 사자와 쥐의 예화
- 여우와 까마귀의 예화
- 토끼들의 예화
- 악마에게 영혼 양도서를 준 도둑의 예화
- 수석 사제의 외모에 대하여
- 어떻게 매파가 수석 사제 대신으로 무어 여인과 말을 했고, 그리고 그에게 준 답에 대하여(열네 번째 여인, 무어 여인)
- 어떤 악기들이 아랍 노래에 어울리지 않는지에 대하여
- 매파가 어떻게 죽었는지와 수석 사제가 어떻게 죽음을 저주하고 욕하면서 애도하는가에 대하여
- 우라카 묘에 새긴 묘비문
- 그리스도인이라면 악마와 세상과 육신을 이기기 위해 무장해야 할 무기들이 어떤 것인가에 대하여
- 작은 여인이 갖는 속성에 대하여
- 수석 사제의 젊은 심부름꾼, 돈 우론에 대하여
- 수석 사제가 자기의 책을 어떻게 이해해야 하는지 말하는 것에 대하여
- 성모 마리아의 기쁨들(셋)
- 성모 마리아의 기쁨들(넷)
- 어떻게 대학생들이 하느님 이름으로 요구하는가에 대하여
- 성모 마리아의 아베 마리아에 대하여
- 성모 마리아를 찬양하는 서정 단시(하나)
- 성모 마리아를 찬양하는 서정 단시(둘)
- 성모 마리아를 찬양하는 서정 단시(셋)
- 성모 마리아를 찬양하는 서정 단시(넷)
- 운명에 대항하는 노래
- 탈라베라 사제들의 노래
- 장님의 노래(하나)
- 장님의 노래(둘)

## 한계
이 책의 원작은 14음절 단운 4행시 알레한드리노(Alejandrino), 콰데르나 비아(Cuaderna Vía), 스페인의 짧은 노래인 세헬(Zéjel)과 7음절 8행시 등의 다양한 형식으로 총 1728연을 이루는 방대한 작품이다. 전해 내려오는 판본으로는 톨레도 판, 가요소 판, 살라망카 본 등 여럿이 있는데 일정 부분 원고가 분실되거나 전사로 내용이 변형되어 어느 것도 완전한 모습으로 전해지지는 못했다.